# Merscheid (Pütscheid)
Merscheid (luxemburgisch Mierschentⓘ) ist eine Ortschaft in der Gemeinde Pütscheid, Kanton Vianden, im Großherzogtum Luxemburg.

## Lage
Merscheid liegt an der Straße CR 320, die den Ort mit den beiden Nachbarorten Hoscheid und Weiler verbindet sowie an der CR 320A, die in südliche Richtung nach Gralingen verläuft.

## Allgemeines und Geschichte
Merscheid ist ein kleiner ländlicher Ort. Die erste urkundliche Erwühnung erfolgte 1318 als Mercheit. Der Name bedeutet so viel wie Ort in einer Waldlichtung in der Nähe eines Sumpfes. Noch heute sind die Wälder zwischen Merscheid und dem westlich vorbeilaufenden Bach Blees recht sumpfig.
Die Ortsmitte wird von der 1833 erbauten Pfarrkirche St. Haupert beherrscht. Haupert ist eine andere Bezeichnung für den hl. Hubertus von Lüttich. Seit 1808 ist Merscheid eigenständige Pfarrei. Zur Pfarre gehören auch die Orte Gralingen, Weiler und Nachtmanderscheid.